# Ian Millington
Pour les articles homonymes, voir Millington.
Ian Millington est un développeur et auteur de livres de cours sur le développement de jeu vidéo américain. Il est spécialiste de l'intelligence artificielle, d'informatique décisionnelle et de game physics (en).

## Publications
- (en) Ian Millington et John David Funge, Artificial Intelligence for Games, Burlington, MA, Morgan Kaufmann, coll. « The Morgan Kaufmann series in Interactive 3D Technology », 6 août 2009, 2e éd. (1re éd. 2006), 870 p. (ISBN 978-0-12-374731-0 et 0-12-374731-7, OCLC 319064669, LCCN 2009016733, lire en ligne)
- (en) Ian Millington, Game physics engine development : how to build a robust commercial-grade physics engine for your game, Morgan Kaufmann, coll. « The Morgan Kaufmann series in Interactive 3D Technology », 9 septembre 2010, 2e éd. (1re éd. 2007), 522 p. (ISBN 978-0-12-369471-3 et 0-12-369471-X, OCLC 609304030, LCCN 2006023852, lire en ligne)
- (en) Ian Millington, Essential 3D game programming : how to create a playable game from start to finish, Morgan Kaufmann, 2011, 1re éd., 528 p. (ISBN 978-0-12-375103-4 et 0-12-375103-9, OCLC 660519079)